# Skok wzwyż z miejsca
Skok wzwyż z miejsca – konkurencja lekkoatletyczna rozgrywana na igrzyskach olimpijskich w latach od 1900 do 1912. Wykonuje się go w taki sam sposób, jak skok wzwyż, z tą różnicą, że zawodnik nie może wykonać rozbiegu, musi stać nieruchomo i skakać z obu nóg naraz.
Ray Ewry był najlepszym zawodnikiem konkurencji z jej epoki olimpijskiej, zdobywając trzy złote medale olimpijskie, a także ustanawiając 16 lipca 1900 roku rekord świata wynoszący 1,65 m. Odnosił on również duże sukcesy w skoku w dal z miejsca i trójskoku z miejsca.
Konkurencja ta cieszyła się dużą popularnością na początku XX wieku, pojawiała się w programie lekkoatletycznym Igrzysk Olimpijskich od 1900 do 1912, Olimpiady Letniej 1906 oraz na Światowych Igrzyskach Kobiet w 1922 i 1926 roku. Była również rozgrywana na mistrzostwach Amatorskiej Unii Atletycznej w Stanach Zjednoczonych jako konkurencja halowa na przełomie XIX i XX wieku. Jej popularność z czasem zmniejszyła się i stopniowo zniknęła ona z programu imprez lekkoatletycznych, choć w XXI wieku wciąż była rozgrywana na krajowych mistrzostwach w lekkoatletyce w Norwegii i Szwecji.
Jednym z najlepszych wyników w historii konkurencji jest wynik 1,80 m szwedzkiego lekkoatlety Rune Alména z 1980 roku, co było wówczas rekordem Szwecji i nieoficjalnym rekordem świata.  Później skoczył także na wysokość 1,90 m, co jest dziś rekordem świata.

## Medaliści olimpijscy w skoku wzwyż z miejsca
| Igrzyska        | 1. miejsce                    | Wynik   | 2. miejsce                                                    | Wynik   | 3. miejsce                         | Wynik  |
| 1900, Paryż     | Ray Ewry Stany Zjednoczone    | 1,655 m | Calvin Smith Stany Zjednoczone                                | 1,525 m | Emmit King Stany Zjednoczone       | 1,50 m |
| 1904, St. Louis | Ray Ewry Stany Zjednoczone    | 1,60 m  | Joseph Stadler Stany Zjednoczone                              | 1,44 m  | Lawson Robertson Stany Zjednoczone | 1,44 m |
| 1908, Londyn    | Ray Ewry Stany Zjednoczone    | 1,57 m  | John Biller Stany Zjednoczone Konstandinos Tsiklitiras Grecja | 1,55 m  | nie przyznano                      | –      |
| 1912, Sztokholm | Platt Adams Stany Zjednoczone | 1,63 m  | Benjamin Adams Stany Zjednoczone                              | 1,60 m  | Konstandinos Tsiklitiras Grecja    | 1,55 m |